# Afgekia
Afgekia es un género de planta fanerógamas con tres especies perteneciente a la familia Fabaceae. Es un arbusto nativo de Asia, que recuerda al género relacionado Wisteria. 

## Descripción
Son arbustos, escandentes. Las estípulas caducas. Hojas imparipinnadas. Inflorescencias axilares o caulifloras en racimos o panículas alargadas, con grandes brácteas imbricadas de cola serícea que cubren las yemas florales, caducas. Bractéolas diminutas.  Corola estándar basalmente con 2 callos laminares curvos, alas y quillas iguales en longitud. Legumbres infladas, tardíamente dehiscentes; válvulas densamente arboladas. Semillas 1 [2] o leguminosas, elipsoides.

## Distribucíon
Tres especies que se encuentran en China, Birmania y Tailandia.

## Taxonomía
El género fue descrito por  William Grant Craib y publicado en Bulletin of Miscellaneous Information Kew 1927(9): 376. 1927.
Etimología
El género fue nombrado por las iniciales de Arthur Francis George Kerr (1877-1942), un botánico explorador irlandés que trabajaba en el entonces Siam en el siglo XX.

## Especies
- Afgekia filipes (Dunn) R.Geesink 1984
- Afgekia mahidolae B.L.Burtt & Chermsir. 1971
- Afgekia sericea Craib 1927